# Magdalena Piekarska
Magdalena Piekarska (Varsavia, 28 novembre 1986) è una schermitrice polacca, vincitrice di una medaglia d'argento ai campionati mondiali di scherma.

## Palmarès
- Mondiali

Antalia 2009: argento nella spada a squadre.
Lipsia 2017: bronzo nella spada a squadre.
- Europei

Plovdiv 2009: argento nella spada a squadre.
Lipsia 2010: oro nella spada a squadre e argento nella spada individuale.
Düsseldorf 2019: oro nella spada a squadre.